# Uhříněveský hřbitov
Uhříněveský hřbitov sv. Václava v Praze 10 – Uhříněvsi se nachází v ulici Přátelství. Podle doložených pramenů byl první hřbitov v Uhříněvsi zřízen tak, jak to bývalo tehdy obvyklé, kolem kostela Všech svatých. Ještě v po 2. světové válce roce 1946 zde byly po levé straně kostela patrny znatelné hroby, kovové kříže a náhrobní kameny. Rovněž po pravé straně od hlavního vchodu, přímo ve zdi kostela, je náhrobní deska s vyrytými údaji zemřelé ženy, dnes již velmi špatně čitelná. 

## Nové pohřebiště
Hřbitov kolem kostela Všech svatých přestal svoji funkci plnit v roce 1822, kdy zde již nebylo místa pro založení nových hrobů, a proto muselo být zřízeno nové pohřebiště na okraji města. Bylo to v prostoru v jehož blízkosti byly v roce 1868 postaveny budovy Spolkové rolnické továrny na cukr v Uhříněvsi. Dnes se zde nachází jihovýchodní cíp Nového náměstí, konkrétně Dům s pečovatelskou službou I. Jak se však městys Uhříněves rozrůstal, bylo stále více zřejmé, že i toto pohřebiště přestává kapacitně stačit. V roce 1907 se tedy začalo uvažovat o založení hřbitova nového. Snahu řešit tento problém podporovala i sílící kritika občanstva, že hřbitov se ocitl v centru obce. Na počátku 20. století stále ještě platilo pravidlo, že hřbitovy byly zřizovány výlučně podle jednotlivých náboženství. Evangelický hřbitov byl v nedalekých Benicích, židovský hřbitov pak za uhříněveskou oborou. Zřízení hřbitova církví musely povolit i úřady v hlavním městě císařství ve Vídni. Místní farní kronika je plná dopisů mezi zastupitelstvem, místním farním úřadem a císařskými úřady týkajících se povolení ke zřízení hřbitova. Po "tahanicích", trvajících až do roku 1911, tehdejší starosta Antonín Semanský (1852–1940) daroval obci necelý hektar svého pole na zřízení nového pohřebiště. Starosta Semanský, ač sám bigotně věřící katolík, si v darovací smlouvě vymínil, že na hřbitově mohou spočinout ostatky věřících všech náboženství, bezvěrců a případní samovrazi nebudou k věčnému spánku ukládáni vně zdi, jak bylo zvykem, ale u zdi uvnitř hřbitova. Kupodivu podmínka byla nakonec katolickou církví i úřady ve Vídni akceptována. Starý hřbitov tak byl 30. září 1911 uzavřen. Některé hroby a hrobky byly exhumovány nalezené ostatky byly uloženy do nových rakvích a ty byly převezeny na nový hřbitov. Zde pak byl pohřbeny do nových hrobů a hrobek. Hroby a hrobky, o které nikdo neprojevil zájem, byly ponechány na původním místě, náhrobky odstraněny a prostor upraven jako zahrada. 
Nové pohřebiště tehdy vzniklo vlevo při hlavní Pražské ulici (dnešní Přátelství) při jízdě směrem na Říčany a nese jméno sv. Václava. Svému účelu, tj. pietnímu uložení lidských ostatků v rakvi, urně, případně jejich rozptylu, slouží od 1. října 1911, když bylo předtím 28. září 1911 vysvěceno. Má rozlohu 9 571,6 m² tj. 95,716 aru neboli 0,95716 hektaru. Je zde celkem 779 zděných hrobek či kopaných hrobů, 1 hrobka (rodiny Filipovy) ve formě malé kaple, 357 urnových hrobů, 1 rozptylová loučka a 10 oddělení kolumbária, z nichž každé obsahuje 12 skříněk na 3 urny. Kolumbárium a rozptylová loučka byly zřízeny až na počátku 21. století.                          
Od počátku trvání hřbitova v domku vlevo od hlavního vchodu na hřbitov bydlel i hrobník. Dlouholetým uhříněveským hrobníkem byl pan Pecháček, následovala ho paní Červenková a ji pak v rychlém sledu několik dalších lidí. Po roce 1990 obec hrobníkův domek prodala a o hřbitov se starala externí firma. Její služby byly velmi často terčem kritiky občanů. Smlouva byla s firmou k 31. květnu 2012 rozvázána a od 1. června 2012 se o hřbitov starají pracovníci odboru hospodářské správy Úřadu městské části Praha 22. Je nutné podotknout, že změna byla za krátkou dobu vidět. Byly instalovány nové odpadkové koše, lavičky, prořezány keře i stromy. Celý hřbitov je řádně sekán a hrabán. Není možné přesně sdělit, kolik ostatků uhříněveských občanů zde již našlo své místo posledního odpočinku. Od počátku trvání hřbitova existuje sice písemná a nyní již počítačová evidence ukládání ostatků. Mnozí pozůstalí však nenahlásí na úřadě uložení rakve, urny či rozptýlení ostatků, i když je to jejich povinnost. Evidence Úřadu městské části k 30. červnu 2023 čítá celkem 4 046 pohřbených, je zde tedy v průměru pohřbeno 37 lidí ročně, a tak kvalifikovaný odhad za 113 let říká cca 4 440 pohřbených. Co se týká ukládání zesnulých do hrobek a hrobů v rakvích, tady by evidence měla být přesná, protože toto podléhá přísnějším povolením. Co se týká poměru, pak na cca jeden pohřeb v rakvi do hrobky nebo kopaného hrobu připadá devět uložení zpopelněných ostatků v urně.

### Známí pohřbení
Na hřbitově jsou pohřbeni mimo jiných známý akademický malíř Jindřich Bubeníček (13.07.1856 Kšely – 09.08.1935 Svratka), účastníci bitvy u Zborova mjr. Michal Klich (31.12.1894 Jalta (Krym) – 13.09.1971 Vojkov) a pplk. Václav Novák (18.06.1892 Netluky – 25.01.1985 Uhříněves nebo Vojkov), akademický malíř Pavel Genza (1958–1981), František Pařízek (1910 - 1990) lidový hudebník, nadšený ochotnický režisér, dlouholetý předseda Svazu lidových hudebníků a přítel skladatele Václava Vačkáře a jeho syna, též hudebního skladatele, Dalibora C. Vačkáře František Pařízek (10.09.1910 Červené Pečky u Kolína – 20.10.1990 Vojkov), dlouholetá učitelka místní národní školy a dlouholetá kronikářka města Ludmila Šimrová (1905–1993), hokejista a hokejový trenér Karel Gut (16.09.1927 Uhříněves – 06.01.2014 Praha), dlouholetá učitelka a ředitelka místní ZŠ U obory a „spoluobnovitelka“ Uhříněveského muzea Libuše Votavová (26.12.1930 Uhříněves – 06.10.2022 Praha).